# Sodowa Góra
Sodowa Góra – wzgórze o wysokości 327 m n.p.m. Znajduje się w Jaworznie w dzielnicy Góra Piasku. Na jego południowo-wschodnim zboczu znajduje się powierzchniowy pomnik przyrody Uroczysko „Sodowa Góra” – stanowisko sasanki otwartej i dziewięćsiła bezłodygowego.

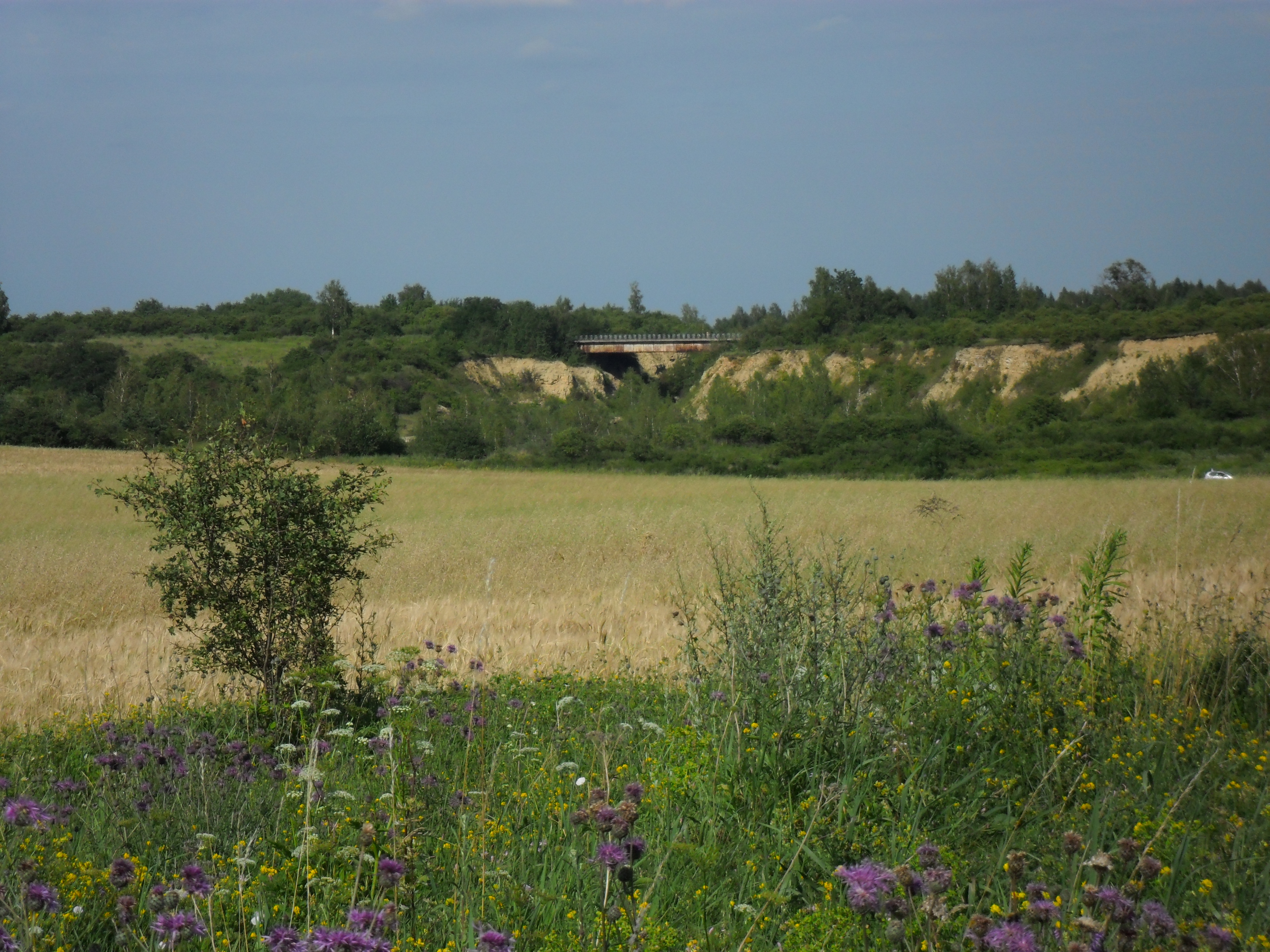
Kamieniołom Sodowa Góra w Jaworznie u podnóża wzgórza o tej samej nazwie.